# 金糞岳
金糞岳（かなくそだけ、きんぷんだけ）は、近畿地方最北東部、中部地方西部に位置し、滋賀県長浜市上草野地区と岐阜県揖斐郡揖斐川町の境界に所在する、標高1,317 mの山。伊吹山地に属する。
滋賀県内では伊吹山に次ぐ標高第2位の山であり、また、「関西百名山」および「ぎふ百山」に選定されている。

## 概要
かつて滋賀県側の麓では「ノタ」または「ミタニ」と呼ばれていた。草野川東俣谷に古い鉱山跡があり、周辺には製鉄遺跡がある。鉱石を溶精する際に生じる金屎（かなくそ）が、山名の由来であるとする説がある。1824年（文政7年）の『古絵図』には「カナスソガ嶽」と記載されている。民話の『竹生島の話』で伊吹山に首を切られて、伊吹山より低い山になったと伝えられている。

## 環境
山頂周辺はブナやミズナラなどの落葉広葉樹が多く、南山腹に鳥越林道が開設されその周辺の地域ではスギなど針葉樹の植林地になっている。連状の頭の周辺はブナ林となっている。11月上旬頃にモミジなどの紅葉が見られる。

## 気象
金糞岳が属する伊吹山地は、冬には日本海側からの雪雲の流れ込みが多く、豪雪地帯である。山頂に「ノタの干雪」と呼ばれる残雪が遅くまで残る。金糞岳の南東に隣接する地域（滋賀県米原市甲津原奥伊吹）にはグランスノー奥伊吹がある。

## 登山

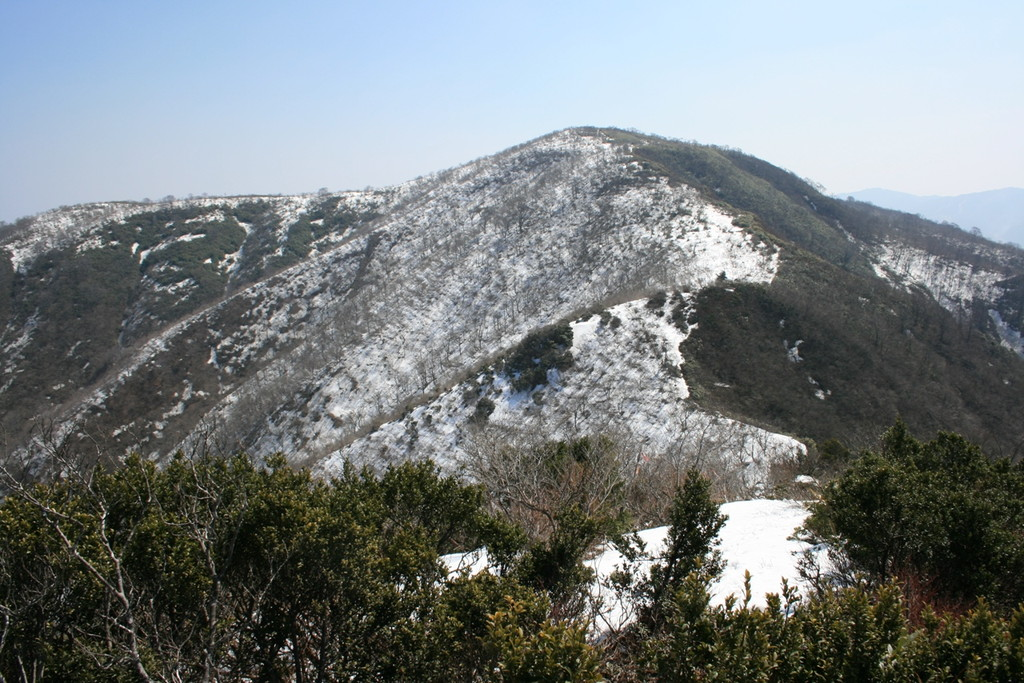
白倉岳から望む金糞岳

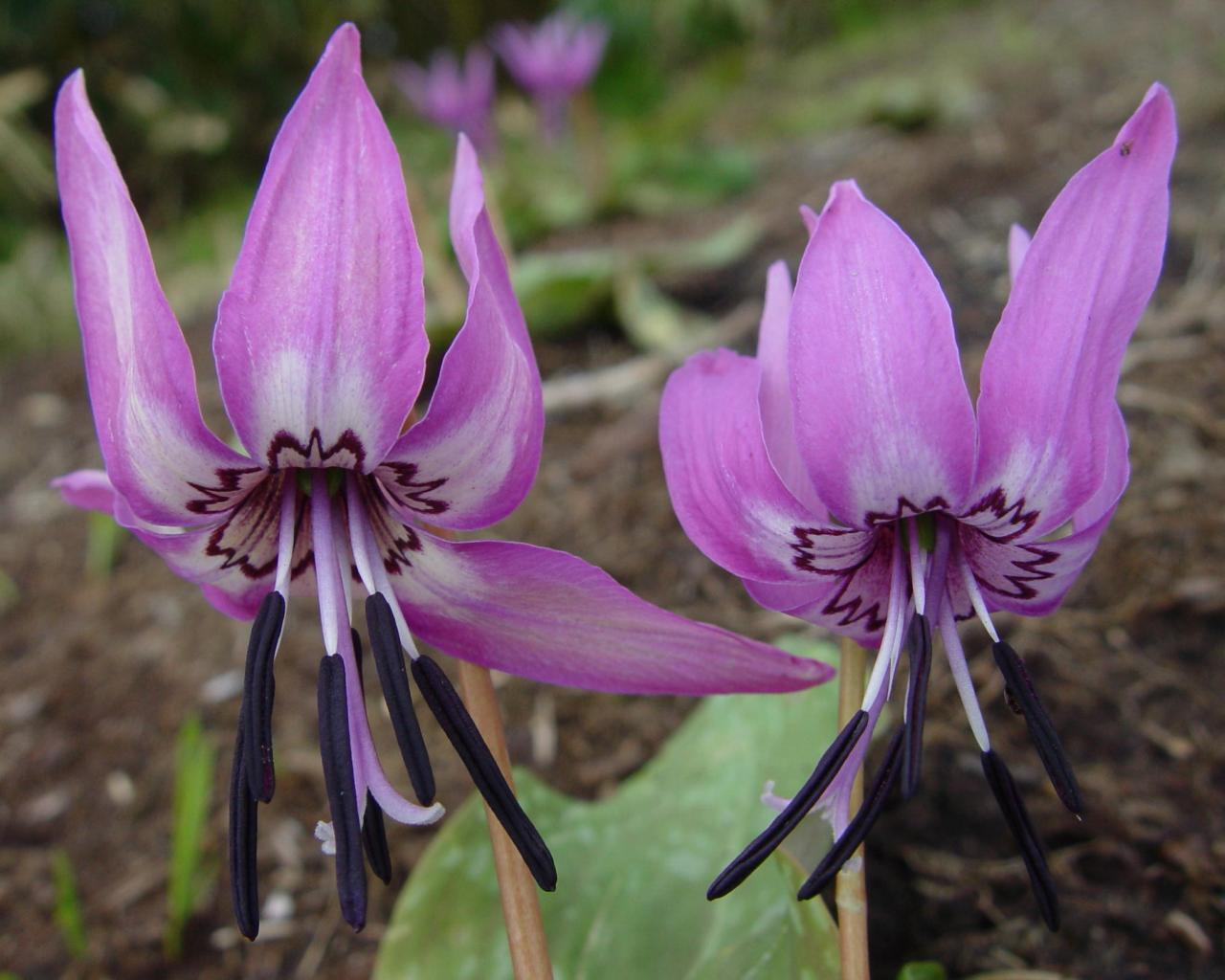
春先に登山道脇で見られるカタクリ

春先には登山道周辺では、イワカガミ、カタクリ、コブシ、ショウジョウバカマなどの花が咲く。低潅木に覆われた平らな山頂は、無雪期にはあまり展望が優れない。樹間からは、白山、伊吹山などの周辺の山や琵琶湖が望めることがある。登山口となる場所には、一般のキャンプ場である「高山キャンプ場」がある。登山道周辺には、山小屋やキャンプ指定地はなく、日帰りの登山が一般的である。6月中旬頃まで残雪があり、夏から秋にかけて登山者が訪れる。6月初旬に長浜観光協会が高山キャンプ場で「金糞岳夏山登山者安全祈願祭」を開催している。

### 登山道
以下の3ルートの登山道がある。このうち、鳥越峠からのルートが最短であり、利用者が多い。
鳥越峠からのルート
高山キャンプ場 - 鳥越林道 - 鳥越峠 - 小朝の頭 - 大朝の頭（標高点1,075 m） - 金糞岳
鳥越峠の北側の林道の取付から小朝の頭をショートカットするルートもある。
中津尾根のルート
高山キャンプ場 - 関西電力作業道（東俣谷左岸） - 白谷口（追分） - 小森口 - 連状口 - 連状の頭 - 小朝の頭 - 大朝の頭（標高点1,075 m） - 金糞岳
鳥越林道との合流部の連状口は展望台となっている。
白倉岳からのルート（花房コース）
高山キャンプ場 - 滝谷頭 - 奥山（1,056.5 m） ロゴウ頭 - 八草出合い - 白倉岳 - 白倉峠 - 金糞岳
白倉岳の稜線は石灰岩が点在する潅木帯で見晴らしが良い。
深谷のルート（閉鎖）
高山キャンプ場 - 関西電力作業道（東俣谷左岸） - 深谷 - 白倉峠 - 金糞岳
急峻な難ルートであったが、発電用のダム建設に伴い立入禁止となった。

## 地理

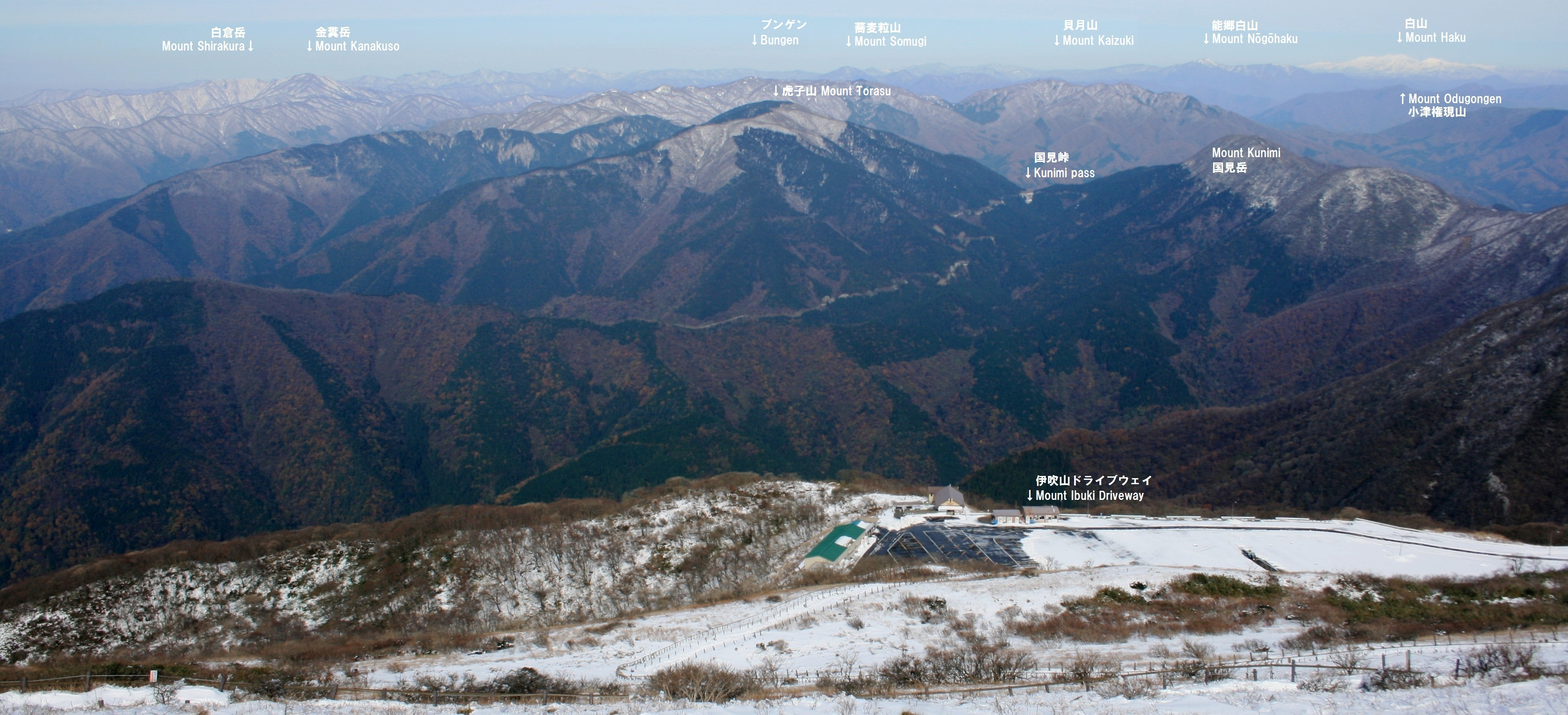
金糞岳の周辺の山
伊吹山からの北側の展望

山頂のすぐ北側に四等三角点（点名が川上、標高1277.23m）がある。
西隣には、二等三角点のある白倉岳（標高1,270.71 m）がある。

### 周辺の山
| 山容 | 名称       | 標高 (m) | 三角点等級 基準点名 | 金糞岳からの 方角と距離(km) | 備考                    |
| ---- | ---------- | -------- | ------------------- | --------------------------- | ----------------------- |
|      | 能郷白山   | 1,617.33 | 一等 「能郷白山」   | 北東 28.5                   | 日本二百名山            |
|      | 小津権現山 | 1,157.79 | 二等 「小津」       | 東北東 15.2                 | 小津三山の南端          |
|      | 蕎麦粒山   | 1,296.71 | 二等 「蕎坪山」     | 北北東 12.4                 | そむぎやま              |
|      | 横山岳     | 1,131.72 | 二等 「横山岳」     | 北西 8.9                    |                         |
|      | 貝月山     | 1,234.25 | 二等 「品又」       | 東南東 8.5                  | かいづきやま            |
|      | 金糞岳     | 1,317    |                     | 0                           | 滋賀県の第2高峰         |
|      | 白倉岳     | 1,270.71 | 二等 「深谷1」      | 西 1.0                      | しらくらだけ            |
|      | 賤ヶ岳     | 421.13   | 三等 「賎ヶ嶽」     | 西南西 14.0                 | 賤ヶ岳の戦い            |
|      | 伊吹山     | 1,377.31 | 一等 「伊吹山」     | 南南東 16.0                 | 滋賀県最高峰 日本百名山 |

### 源流の河川
以下の源流となる河川は、前者は琵琶湖へ、後2者は伊勢湾へ流れる。
- 草野川東俣谷 ：姉川の支流。
- 浅又川、八草川 ：揖斐川の支流。

### 周辺の峠
- 八草峠 ：北側の土蔵岳（標高1,008 m）との鞍部で 、国道303号の旧道が横切る。
- 鳥越峠 ：南側のカナ岳との鞍部で、鳥越林道が横切る。渡り鳥が通る峠と伝えられている[5]。
- 白倉峠 ：白倉岳と金糞岳との鞍部。

### 交通アクセス
鉄道路線
- 最寄り駅はJR西日本の北陸本線長浜駅で、山頂の南南西21 kmに位置する。
- JR東海の東海道新幹線米原駅が、山頂の南26 kmに位置する。

自動車道路
- 最寄りのインターチェンジは、北陸自動車道 長浜ICで、山頂の南南西17 kmに位置する。
- 北山腹に国道303号が通り、2001年4月26日に開通した「八草トンネル」が貫通している。
- 滋賀県道264号高山長浜線の先にある鳥越林道が南山腹を通り、登山道の起点となっている。